# Lučenec
Lučenec (Hongaars: Losonc of verouderd: Losoncz) is een Slowaakse gemeente in de regio Banská Bystrica, en maakt deel uit van het district Lučenec.
Per 31.12.2021 telt Lučenec 25.742 inwoners.
De oudste schriftelijke vermelding van Lučenec stamt uit het jaar 1247. Lučenec maakte deel uit van het Koninkrijk Hongarije en was in de 18e eeuw de hoofdstad van het comitaat Nógrád.
In 1918 kwam Lučenec bij het nieuw gevormde Tsjechoslowakije. Na de Eerste Scheidsrechterlijke Uitspraak van Wenen werd de stad tussen 1938 en 1945 weer Hongaars.
De stad kende in 2001 nog een Hongaarstalige minderheid van 16 % van de bevolking.

## Bevolking
In 1910 had het toenmalige Losoncz een in meerderheid Hongaarse bevolking met een Slowaakse minderheid. In 2011 waren van de 28.475 inwoners er 19.895 Slowaak en 2.660 Hongaar (9%). 5.479 inwoners gaven geen nationaliteit op bij de volkstelling.
In 2021 was het aantal Hongaarstaligen volgens de opgave tijdens de volkstelling 2.363 (9,12%).

## Geboren
- Zoltán Tildy (1889-1961), Hongaars president
- Tibor Serly (1901-1978), Hongaars Amerikaans componist
- Július Šimon (1965), Slowaaks voetballer
- Pavel Olšiak (1972), Slowaaks voetbalscheidsrechter
- András Reisz (1980), Hongaars meteoroloog

## Afbeeldingen

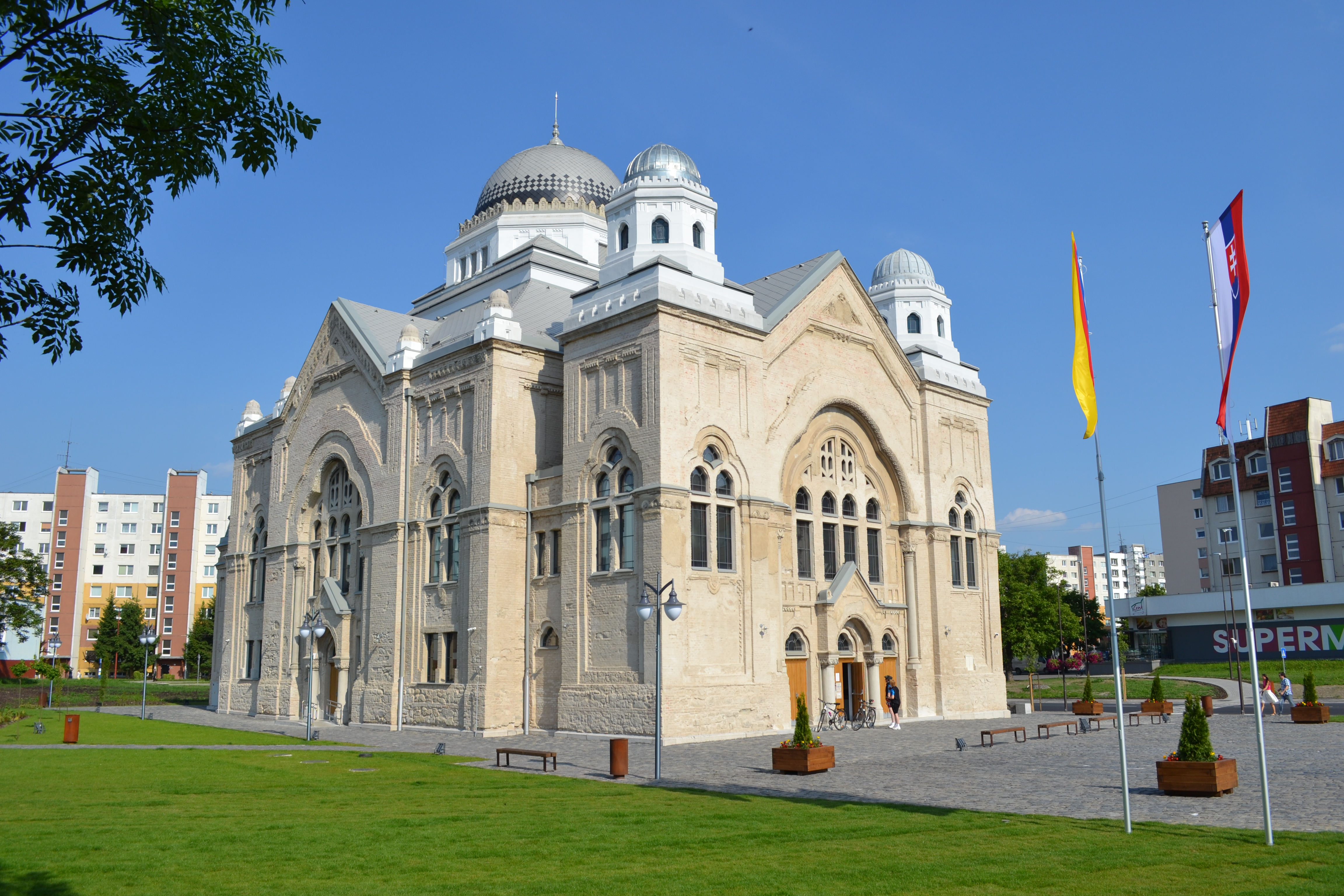
Synagoge van Lučenec
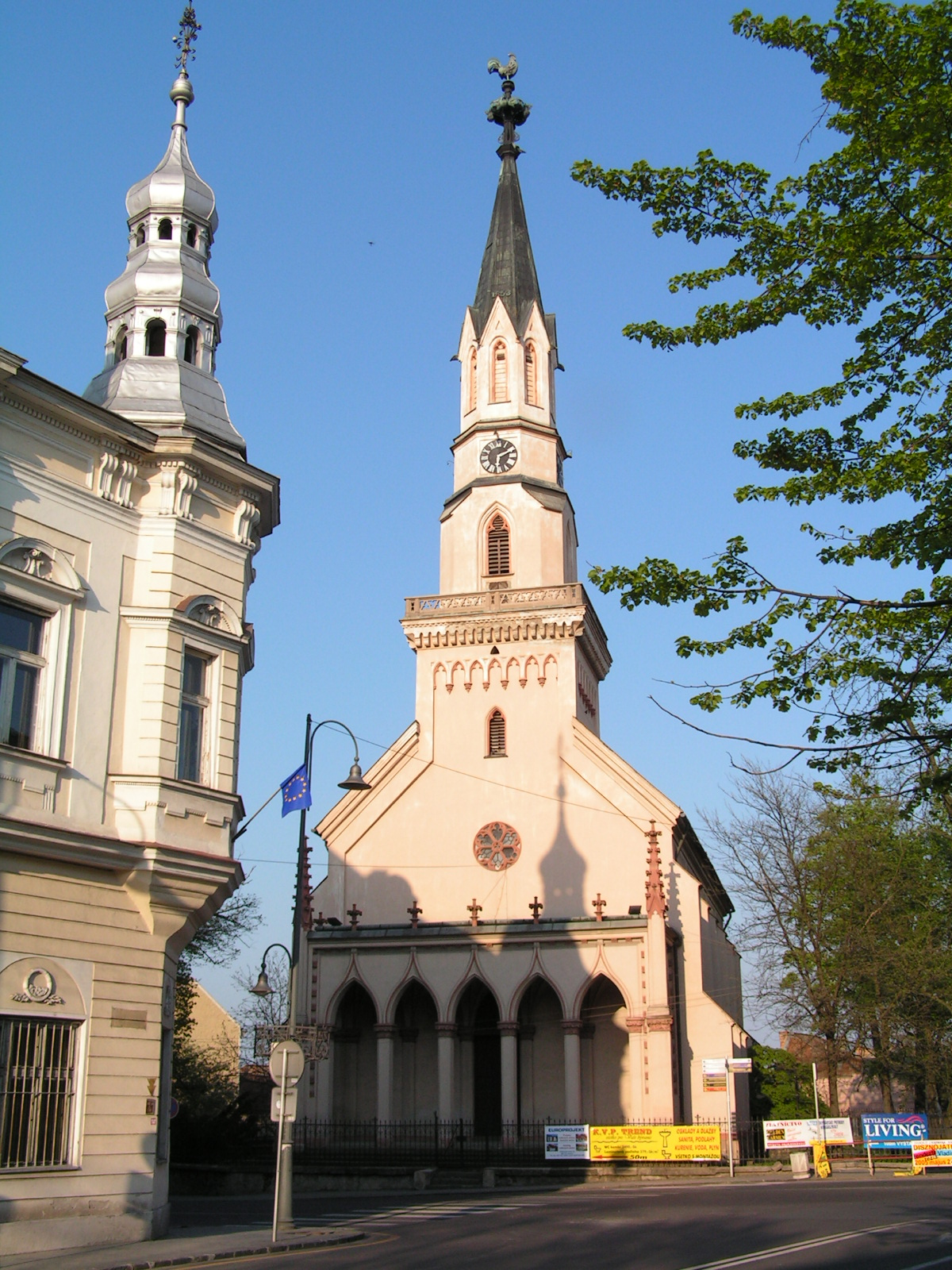
Hongaars Gereformeerde Kerk